# 76/17 Mod. 1912 R.M.
Il 76/17 Schneider Modello 1912 Regia Marina era un cannone da sbarco progettato da Schneider et Cie in Francia e prodotto su licenza dall'italiana Ansaldo. Fu utilizzato dalla Regia Marina durante la prima guerra mondiale.

## Storia

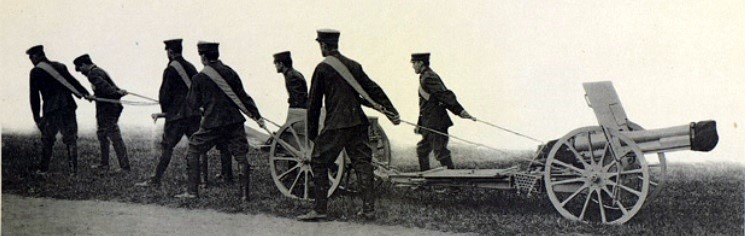
Pezzo in posizione di traino, agganciato all'avantreno trainato dagli artiglieri

Le navi da guerra della Regia Marina, come quelle della altre potenze coloniali, trasportavano spesso contingenti di fanteria di marina che avevano il compito di fornire protezione alle navi nei porti esteri o di effettuare operazioni di guerra anfibia. Il problema che gli ingegneri della Schneider et Cie dovettero affrontare era che le truppe della Brigata Marina si trovavano spesso a operare come forza di spedizione in areee con limitate infrastrutture stradali e ferroviarie; necessitavano quindi di un cannone leggero capace di fornire supporto di fuoco su terreni accidentati.
L'artiglieria campale del tempo era progettata per essere trainata da pariglie di cavalli, per poi essere messa in batteria manualmente; a volte potevano essere trasportati su due vetture separate, una per la bocca da fuoco e una costituita dall'affusto. Questo tipo di artiglieria era troppo pesante e ingombrante per essere facilmente dispiegato durante le operazioni anfibie in assenza di mezzi da sbarco specializzati, cosicché dovevano essere scomposti per essere stivati a bordo. Si pensò che poteva essere un vantaggio poter montare la bocca da fuoco su un affusto a piedistallo a bordo delle lance, per fornire supporto di fuoco durante lo sbarco; una volta presa la spiaggia, la bocca da fuoco poteva essere rimossa dall'affusto imbarcato e incavalcata sull'affusto campale.Durante la prima guerra mondiale un cannone venne usato anche sul fronte del Adamello, ed e citato nel libro i Diavoli dell'Adamello di Luciano Viazzi.

## Progetto

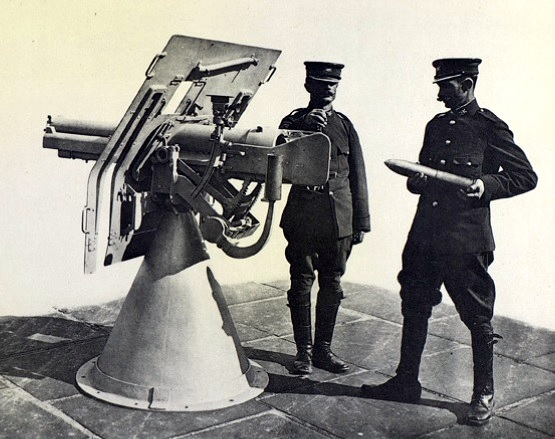
Un esemplare su affusto a piedistallo

La designazione ufficiale della Schneider era Canon Schneider de 76.2 mm de Débarquement Type M.C.5. Il 76/17 era un pezzo a retrocarica con otturatore a vite interrotta, affusto scudato a coda, freno di sparo idropneumatico e ruote in legno cerchiate in acciaio. Assemblato, il pezzo poteva essere agganciato a un avantreno che trasportava 32 colpi e trainato dalla squadra di artiglieri o da una pariglia di cavalli .
Il cannone utilizzava munizioni a cartoccio proietto, che il Catalogue des matériels d'artillerie Schneider et Compagnie mis en service sur les fronts alliés en 1914-1917 suddivideva per peso e velocità alla volata differenti per proietti ad uso terrestre o imbarcato. Esistono fotografie del Comando Supremo del Regio Esercito di un 76/17 su affusto antiaereo e l'Ansaldo ne propose l'utilizzo per equipaggiare 12 autocannoni antiaerei, ma non è noto quanti ne furono effettivamente realizzati.